# Провулок Спортивний (Хмельницький)
Провулок Спортивний — вулиця в місті Хмельницькому.
Розташований у південній частині міста, за залізницею, в мікрорайоні «Новий План № 2». Пролягає від вул. Чорновола до вулиці Пілотської, має переважно приватну забудову.

## Історія
Прокладений згідно з планом забудови міста від 1888 р., мав поштову адресу Новий План № 2, провулок № 3. 1946 року був перейменований на честь Миколи Щорса. Розпорядженням Хмельницького міського голови № 53-р від 19.02.2016 року перейменований на провулок Спортивний.